# Furkelhütte
Die Furkelhütte (italienisch Rifugio Forcola) ist eine private Schutzhütte, welche auf 2153 m s.l.m. in Südtirol gelegenen ist. Sie liegt oberhalb von Trafoi im Chavalatschkamm der Ortler-Alpen im Nationalpark Stilfserjoch.